# Menino Deus

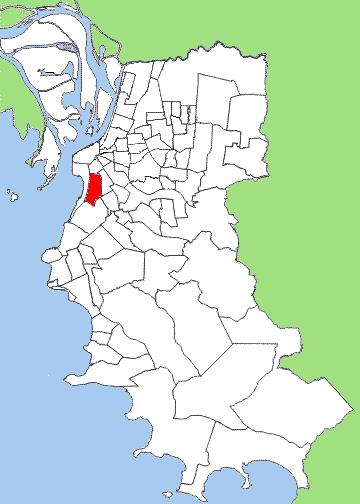
Emplacement du quartier Menino Deus dans la ville de Porto Alegre.

Menino Deus est un quartier de la ville de Porto Alegre, capitale de l'État du Rio Grande do Sul.
Il a été créé par la Loi 2022 du 07/12/1959, avec ses limites modifiées par la Loi 4685 du 21/12/79.

## Données générales
- Population (2000) : 29 577 habitants[réf. nécessaire]
  - Hommes : 12 870
  - Femmes : 16 707
- Superficie : 215 ha
- Densité : 137,57 hab/ha

## Limites actuelles
De l'avenue Praia de Belas jusqu'à la rue Miguel Couto, puis, dans le sens Sud/Nord, rue Corrêa Lima jusqu'à la rencontre de cette dernière avec la rue Mariano de Matos et la rue José de Alencar ; de celle-ci jusqu'au rond-point avec l'avenue Érico Veríssimo ; de là jusqu'à la rencontre avec l'avenue Getúlio Vargas et de ce point à la rue Barão do Gravataí jusqu'à retourner à l'avenue Praia de Belas.

## Histoire
Il est considéré comme le plus ancien faubourg de Porto Alegre, c'est-à-dire qu'il s'agit du premier territoire reconnu comme entité semi-indépendante qui a maintenu avec le Centre des relations commerciales et administratives. Il se situait au Sud du Riachinho, actuel Arroio Dilúvio, sur d'anciennes terres appartenant à Sebastião Francisco Chaves, dans l'Estância São José.
Le nom du quartier vient de la dévotion faite à l'Enfant Jésus (Menino Deus) par les açoriens et qui culmina par la construction d'une chapelle de style gothique sur la place éponyme, inaugurée la nuit de Noël 1853. La chapelle devint un centre de pèlerinage, lors des fêtes de Noël, qui attirait les habitants des autres quartiers. L'accès au lieu de culte se faisait par la rue Menino Deus, qui devint rue Treze de Maio, aujourd'hui avenue Getúlio Vargas. L'édifice fut démoli dans les années 1970 cédant la place à une église d'architecture moderne.
Dans la seconde moitié du XIXe siècle furent installées dans le quartier des lignes de transports collectifs et, en 1870, fut inaugurée la maxambomba, qui se déplaçait sur des rails de bois. Son inefficacité la fit remplacer par des tramways à traction animale en 1873.
En 1888 fut construit l'hippodrome Rio-Grandense, qui fonctionnait entre les rues Botafogo et Saldanha Marinho. En 1909, l'endroit vit la construction de pavillons destinés à des expositions agricoles et d'élevage. Un autre édifice dont l'implantation, en 1931, contribua à l'attrait du quartier, le Stade dos Eucaliptos, appartenant au Sport Club Internacional.
Dans les années 1940, le quartier subit sa première grande modification avec la canalisation de l'Arroio Dilúvio, qui produisait de graves crues. Le remblayage d'une zone humide (où se situe aujourd'hui le Parc Marinha do Brasil), à la fin des années 1950 et au début des années 1960, permit le prolongement de l'avenue Borges de Medeiros qui améliora l'accès et l'expansion du lieu. Le quartier fut encore viabilisé dans les années 1970 par la canalisation d'un autre cours d'eau facteur de crues, l'Arroio Cascata. Le "Projet Renaissance" ouvrit l'avenue Erico Verissimo et créa le Centre Municipal de Culture, sur la zone de l'ancien quartier populaire connu comme "Ilhota". Un club traditionnel a son siège dans le quartier depuis le début des années 1930, le Grêmio Náutico Gaúcho, qui possède une aire de plus de 11 000 m² consacrée aux sports et aux loisirs.

## Aujourd'hui
Il s'agit d'un quartier considéré comme résidentiel depuis ses origines. L'ouverture de voies d'accès favorisèrent son développement socio-économique autour de la construction de centres commerciaux et de loisirs.